# 조니 벨린다
《조니 벨린다》(Johnny Belinda)는 미국에서 제작된 진 네글레스코 감독의 1948년 드라마 영화이다. Elmer Blaney Harris의 동명의 1940년 연극 조니 벨린다에 기반을 둔다. 제인 와이먼 등이 주연으로 출연하였고 제리 워드 등이 제작에 참여하였다.
캘리포니아주 포트브래그에서 촬영되었다.

## 출연

### 주연
- 제인 와이먼
- 루 에어스
- 찰스 빅포드

### 조연
- 아그네스 무어헤드
- 스티븐 맥널리
- 잔 스터링
- 로잘린드 이반
- 댄 세이모어
- 마벨 페이지
- 아이다 무어
- 앨런 네이피어

## 기타
- 원작자: 엘머 해리스
- 미술: 로버트 M. 하스